# Sede titolare di Rutabo
Rutabo (in latino: Rutaboensis) è una sede titolare della Chiesa cattolica.

## Storia
Il titolo Rutaboensis fa riferimento alla città di Rutabo in Tanzania, che dal 1951 al 1960 fu sede degli attuali vescovi di Bukoba.
Dal 2009 Rutabo è annoverata tra le sedi vescovili titolari della Chiesa cattolica; dal 9 marzo 2023 il vescovo titolare è Elias Kwenzakufani Zondi, vescovo ausiliare di Durban.

## Cronotassi dei vescovi titolari
- Telesphore Bilung, S.V.D. (6 maggio 2014 - 1º novembre 2021 nominato vescovo di Jamshedpur)
- Elias Kwenzakufani Zondi, dal 9 marzo 2023